# Копанце
Вижте пояснителната страница за други значения на Копаница.
Копанце, още Копанци или Копаница (на македонска литературна норма: Копанце; на албански: Kopanci, Kopanica), е село в Северна Македония, в община Йегуновце.

## География
Селото е разположено в областта Долни Полог на десния бряг на Вардар.

## История
В края на XIX век Копанце е българо-албанско село в Тетовска каза на Османската империя. Според статистиката на Васил Кънчов („Македония. Етнография и статистика“) в 1900 година Копаница има 100 жители българи християни и 70 арнаути мохамедани.
По данни на секретаря на Българската екзархия Димитър Мишев („La Macédoine et sa Population Chrétienne“) в 1905 година всичките 96 християнски жители на Копаница са българи екзархисти.
Според Афанасий Селишчев в 1929 година Копаница е село в Рахотинска община и има 43 къщи с 317 жители българи и албанци.
Според преброяването от 2002 година Копанце има 1059 жители.
| Националност | Всичко |
| македонци    | 300    |
| албанци      | 752    |
| турци        | 0      |
| роми         | 0      |
| власи        | 0      |
| сърби        | 4      |
| бошняци      | 0      |
| други        | 3      |

В Копанце има паметник на Армията за национално освобождение.